# Sarniak (województwo lubelskie)
Sarniak – wieś w Polsce położona w województwie lubelskim, w powiecie chełmskim, w gminie Leśniowice.
| SIMC    | Nazwa    | Rodzaj    |
| ------- | -------- | --------- |
| 1026094 | Majdanek | część wsi |

W latach 1975–1998 miejscowość administracyjnie należała do województwa chełmskiego. 
Wieś stanowi sołectwo gminy Leśniowice. Według Narodowego Spisu Powszechnego (III 2011 r.) liczyła 90 mieszkańców i była siedemnastą co do wielkości miejscowością gminy.
Wierni Kościoła rzymskokatolickiego należą do parafii św. Michała Archanioła w Wojsławicach.

## Historia
Wieś powstała w latach 1923-1930. Według wykazu z 20 października 1938 r. we wsi mieszkały 374 osoby.